# Oswaldella erratum
Oswaldella erratum is een hydroïdpoliep uit de familie Kirchenpaueriidae. De poliep komt uit het geslacht Oswaldella. Oswaldella erratum werd in 1997 voor het eerst wetenschappelijk beschreven door Peña Cantero & Vervoort. 